# Ришард Гриґлевський
Ришард Єжи Гриґлевський (пол. Ryszard Jerzy Gryglewski, 4 серпня 1932, Вільнюс — 30 січня 2023, Краків) — польський лікар, фармаколог, професор медичних наук, один із творців сучасної фармакології серцево-судинної системи, почесний доктор медичних університетів Польщі, Європи та США, колишній ректор Краківської медичної академії.

## Біографія
Ришард Єжи Гриґлевський народився 4 серпня 1932 року у Вільнюсі. У 1955 році закінчив з відзнакою медичний факультет Медичної академії імені Миколая Коперника в Кракові. У 1958 році захистив докторську дисертацію, у 1964 — отримав ступінь габілітованого доктора, а у 1971 — звання професора. З 1965 до 2003 року очолював кафедру фармакології Краківської медичної академії, яку перетворив на один з провідних наукових центрів у галузі медичної науки. У 1981–1984 роках був ректором Медичної академії у Кракові.

## Наукова діяльність
Основною сферою наукових інтересів професора була ендотеліальна фармакологія. У 1976 році в Лондоні, разом із Сальвадором Монкадою, Стюартом Бантінгом та сером Джоном Вейном, відкрив простациклін — біологічно активну речовину, що виробляється ендотелієм судин і запобігає агрегації тромбоцитів, чинячи антиатеросклеротичний ефект.
Гриґлевський вперше використав простациклін у клінічній практиці для лікування ішемії нижніх кінцівок і ішемічного інсульту. Його дослідження довели роль ендотелію як активного регулятора судинного тонусу і кровотоку, що стало основою нового напряму у фармакології.
Серед інших досягнень — участь у виявленні ролі супероксидного аніона в розпаді оксиду азоту (EDRF), відкриття механізму дії глюкокортикостероїдів через гальмування вивільнення арахідонової кислоти та дослідження патогенезу аспірин-індукованої астми.
Професор брав участь у відкритті тромбоксану A2, ліпокортину та оксиду азоту як судинорозширювального агента. Його праці стали базою для присудження Нобелівської премії С. Берґстрому, Б. Самуельссону і Дж. Вейну у 1982 році за дослідження простагландинів і лейкотрієнів.

## Публікації
Професор Гриґлевський є автором понад 400 наукових праць, багато з яких опубліковані в провідних світових журналах, зокрема Nature, New England Journal of Medicine, Lancet, Science. Він був одним із найбільш цитованих польських вчених останніх десятиліть.
Автор або співавтор наступних пуікацій:
Moncada S, Gryglewski R, Bunting S, Vane JR. An enzyme isolated from arteries transforms prostaglandin endoperoxides to an unstable substance that inhibits platelet aggregation. // Nature. 1976; 263: 663–656. Crossref
Szczeklik A, Gryglewski RJ. Prostaglandins in therapy of cardiovascular disease. // Adv Prostaglandin Thromboxane Leukot Res. 1985; 13: 345–354.
Gryglewski RJ, Nowak S, Kostka-Trabka E, et al. Treatment of ischaemic stroke with prostacyclin. // Stroke. 1983; 14: 197–202. Crossref
Gryglewski RJ, Chłopicki S, Uracz W, Marcinkiewicz E. Significance of endothelial prostacyclin and nitric oxide in peripheral and pulmonary circulation. // Med Sci Monit. 2001; 7: 1–16.
Gryglewski RJ. Prostacyclin among prostanoids. // Pharmacol Rep. 2008; 60: 3–11.
Gryglewski RJ, Panczenko B, Korbut R, et al. Corticosteroids inhibit prostaglandin release from perfused mesenteric blood vessels of rabbit and from perfused lungs of sensitized guinea pig. // Prostaglandins. 1975; 10: 343–355. Crossref
Gryglewski RJ, Palmer RM, Moncada S. Superoxide anion is involved in the breakdown of endothelium-derived vascular relaxing factor. // Nature. 1986; 320: 454–456. Crossref
Szczeklik A, Gryglewski RJ, Czerniawska-Mysik G. Relationship of inhibition of prostaglandin biosynthesis by analgesics to asthma attacks in aspirin-sensitive patients. // Br Med J. 1975; 1: 67–69. та ін. .

## Нагороди та визнання
- Орден Білого Орла (Польща) (2017) — найвища державна нагорода Польщі;
- Орден Відродження Польщі;
- Премія Фонду польської науки;
- Титули Medicus Magnus та Gloria Medicinae;
- Звання почесного доктора (doctor honoris causa) семи польських і закордонних університетів;
- Почесний голова Фонду Jagiellonian Medical Research Center;
- Член Польської академії наук (PAN) і Польської академії знань (PAU);
- Експерт ВООЗ у Комітеті з лікарських засобів, віцепрезидент IUPHAR, директор курсу NATO Advanced Study.

## Пам'ять
Після смерті професора Гриґлевського 30 січня 2023 року, наукова спільнота висловила глибокий сум. Його учні, колеги та послідовники відзначають його як видатного вченого, вчителя і новатора, чия спадщина визначила розвиток сучасної фармакології.